# ليتوانيون
ليتوانيون أو ليتوان (بالليتوانية: lietuviai) وهم مجموعة عرقية بلطيقية تعود أصولهم لدولة ليتوانيا ويتكلمون باللغة اللتوانية ويبلغ عددهم في العالم حوالي 4 مليون نسمة، منهم 2,561,300 في ليتوانيا  والبقية ينتشرون بين الأوربيين في الولايات المتحدة والبرازيل وكندا وأستراليا وجنوب أفريقيا ويتواجدون في دول أوروبية أخرى منها المملكة المتحدة وجمهورية أيرلندا وروسيا والنرويج ولاتفيا وألمانيا وإسبانيا وبولندا والدنمارك ودول أخرى واللغة الليتوانية هي من اللغات البلطيقية ويعتنق أغلب الليتوانيون المسيحية على مذهب الرومانيَّة الكاثوليكية.